# Armia Zachodnia (RFSRR)
Armia Zachodnia – jedna z armii Armii Czerwonej okresu wojny domowej w Rosji 1918–1921, uczestnicząca na zachodnim froncie działań.
Armia została utworzona 16 listopada 1918 roku. Już następnego dnia została skierowana na opuszczane przez armię niemiecką zachodnie ziemie cesarstwa rosyjskiego, zwane Oberost. Maszerując na zachód, 22 listopada zajmuje Narwę i Połock, 28 listopada Bobrujsk a 30 listopada osiąga linię rzeki Berezyny. Rozkaz dalszego marszu na zachód, w kierunku: Wilna, Lidy i Mozyrza zostaje wydany 10 grudnia 1918 roku. W dniach 3-4 stycznia 1919 roku dochodzi do pierwszych walk z oddziałami polskimi w rejonie Nowowilejki. Następnego dnia żołnierze z Zachodniej Dywizji Strzelców z Armii Zachodniej zdobywają Wilno. 19 lutego 1919 Armia Zachodnia weszła w skład nowo utworzonego Frontu Zachodniego. W kwietniu 1919 brała udział w walkach obronnych w Wilnie, które 20 kwietnia zdobyły oddziały polskie dowodzone przez gen. Edwarda Rydza-Śmigłego. W maju 1919 przekształcona w Litewsko-Białoruska Armię Radziecką, ta z kolei w 16 Armię.

## Dowódcy armii
- Andriej Sniesariew (15 listopada 1918 – 13 marca 1919)
- Filipp Mironow[6]

## Struktura organizacyjna
Skład w kwietniu 1919:
- Zgrupowanie wileńskie
  - Litewska Dywizja Strzelców
  - 3 brygady + 1 brygada Dywizji Zachodniej
  - 7000 bagnetów, 120 szabel, 10 dział
- 17 Dywizja Strzelców
  - 3 brygady
  - 7000 bagnetów, 150 szabel, 12 dział
- Zachodnia Dywizja Strzelców
  - 2 brygady
  - 6000 bagnetów, 250 szabel, 12 dział